# Lucie Sekanová
Lucie Sekanová (* 5. srpna 1989 Prachatice) je česká atletka. Její hlavní disciplínou je běh na 3000 metrů překážek, věnuje se také hladkým vytrvalostním běhům, silničnímu běhu a krosu.
V dětství hrála fotbal doma v Borovanech, s atletikou začínala v klubu Sokol České Budějovice, od roku 2011 je členkou USK Praha, kde je jejím osobním trenérem Róbert Štefko. Na mistrovství České republiky mužů a žen v atletice vyhrála běh na 3000 m překážek v letech 2009, 2010 a 2016 a běh na 1500 m v roce 2013. V roce 2011 se stala mistryní ČR v přespolním běhu.
Reprezentovala na mistrovství světa juniorů v atletice 2008, kde skončila ve steeplu na osmém místě, a na mistrovství Evropy v atletice do 23 let 2011, kde doběhla ve finále jako desátá. Na mistrovství Evropy v atletice 2014 startovala v běhu na 10000 metrů a obsadila 23. místo. Poté se opět zaměřila na nejdelší překážkovou trať a kvalifikovala se na mistrovství světa v atletice 2015 (vypadla v rozběhu, 27. místo) a mistrovství Evropy v atletice 2016 (rozběh, 25. místo).
V roce 2015 získala pro USK první místo na 3000 m překážek v závodě PMEZ v Mersinu, kde vytvořila svůj osobní rekord 9:41,84.

## Osobní rekordy
- 1500 m – 4:17,15 (Ostrava 2015)
- 3000 m – 9:11,90 (Iraklio 2015)
- 5000 m – 15:43,94 (Huelva 2015)
- 10 000 m – 33:22,90 (Jičín 2014)
- Půlmaraton – 1:17:39 (Praha 2014)
- 3000 m překážek – 9:41,84 (Mersin 2015)